# Hengyang
För andra betydelser, se Hengyang (olika betydelser).
Hengyang, tidigare känd som Hengchow, är en stad på prefekturnivå i Hunan-provinsen i södra Kina. Den ligger omkring 160 kilometer söder om provinshuvudstaden Changsha. Detta är ett snabbt växande industristad som är belägen längs Xiangfloden.

## Administrativ indelning
Den egentliga staden Hengyang är indelad i fem stadsdistrikt. Den omgivande landsbygden är indelad i fem härad, dessutom lyder två satellitstäder på häradsnivå under Hengyang.
- Stadsdistriktet Yanfeng (雁峰区)
- Stadsdistriktet Zhuhui (珠晖区)
- Stadsdistriktet Shigu (石鼓区)
- Stadsdistriktet Zhengxiang (蒸湘区)
- Stadsdistriktet Nanyue (南岳区)
- Staden Changning (常宁市)
- Staden Leiyang (耒阳市)
- Häradet Hengyang (衡阳县)
- Häradet Hengnan (衡南县)
- Häradet Hengshan (衡山县)
- Häradet Hengdong (衡东县)
- Häradet Qidong (祁东县)

## Klimat
Genomsnittlig årsnederbörd är 1 658 millimeter. Den regnigaste månaden är maj, med i genomsnitt 253 mm nederbörd, och den torraste är oktober, med 28 mm nederbörd.